# Nita Barrow
Nita Barrow, född 15 november 1916, död 19 december 1995, var generalguvernör i Bahamas 1990-1995.